# 博戈羅季茨克
53°46′N 38°08′E / 53.767°N 38.133°E
博戈羅季茨克（俄语：Богоро́дицк）是俄羅斯圖拉州東部的一個城市，距首府圖拉東南65公里。2002年人口30,884人。
該地於17世紀下半葉建立，1777年正式設市。

## 姐妹城市
- 斯洛伐克盧策內次